# Agnieszka Holland

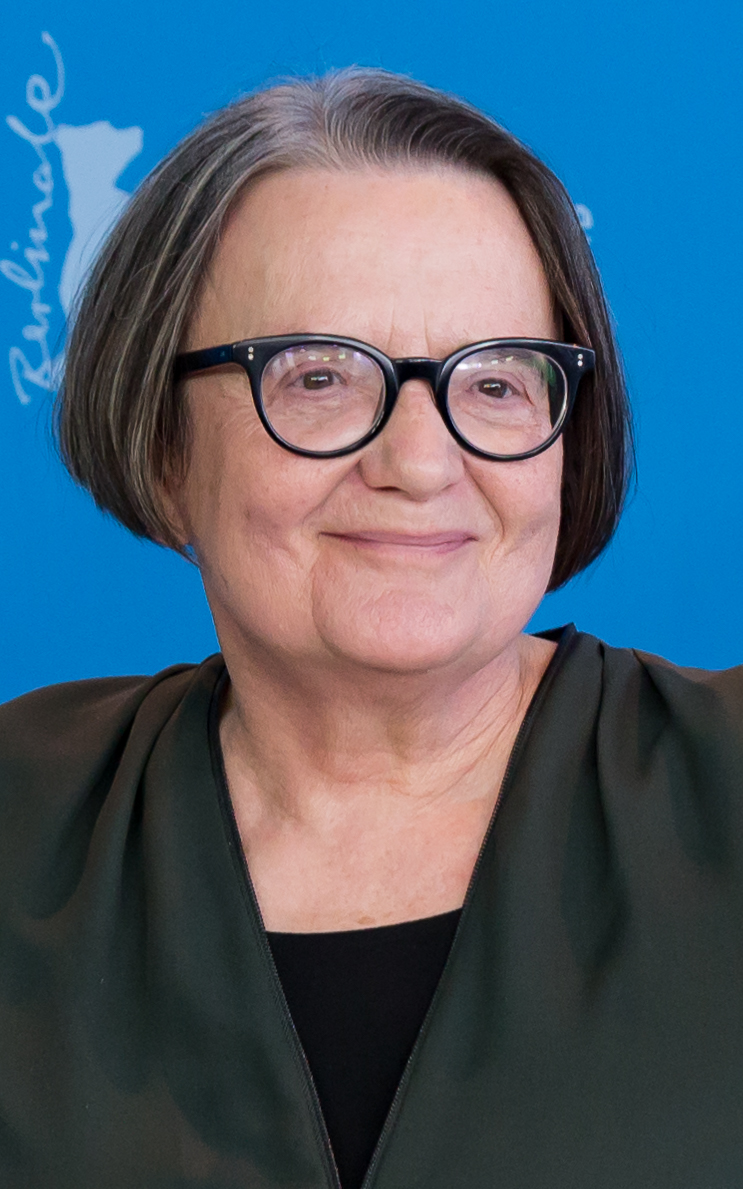
Agnieszka Holland, 2017.

Agnieszka Holland, född 28 november 1948 i Warszawa, är en polsk regissör, som bland annat har regisserat Den hemlighetsfulla trädgården (1993) och Total Eclipse (1995), där hon samarbetade med kända skådespelare som Maggie Smith och Leonardo DiCaprio. På senare år har hon även regisserat avsnitt av flera amerikanska TV-serier som Cold Case, Treme (nominerad till en Emmy), The Wire och The Killing.
Agnieszka Holland har vunnit pris vid flera festivaler, såsom Cannes (1980), Gdansk, Berlin (1981), Montréal (1985, 1987) och Golden Globe Award (1991). Hon har två gånger nominerats till en Oscar  (för Angry harvest (Bitter skörd) 1985 och In Darkness 2011).

## Biografi
Agnieszka Holland föddes den 28 november 1948 i Polens huvudstad Warszawa som dotter till journalisterna Irena Rybczyńska och Henryk Holland. Redan när hon lekte indianer och riddare i Warszawas ruiner uppvisade hon ledaregenskaper men hon var också ett sjukligt barn och böcker var ofta den största källan till underhållning för henne. Hon tyckte också om att skriva, rita och regissera korta pjäser tillsammans med andra barn. I skolan deltog hon inte i religionsundervisningen, något som ibland gav andra barn anledning att mobba henne.
Trots att Agnieszka Hollands mor var katolik och hennes far var jude, fick hon ingen religiös uppfostran. Hennes katolska mor Irena var en frihetskämpe. Som medlem i den polska motståndsrörelsen, deltog hon i Warszawaupproret år 1944 och hon hjälpte flera judar under förintelsen. Hennes judiske pappa Henryk var både ateist och kommunist. Han firade varken några judiska högtider eller pratade om förintelsen. Han tillbringade inte mycket tid med sin dotter. Det förändrades lite när han lämnade familjen, men relationen de emellan förblev svår. Agnieszka hade inte samma respekt för honom som hon hade för sin mor men det var han som ofta tog henne med sig på teater och föreslog vilka böcker hon skulle läsa. När Agnieszka var 13 år gammal begick hennes far självmord. När hennes mamma fick veta om det, skickade hon genast sin dotter till ett vinterläger för att bespara henne obehagliga upplevelser i samband med uppståndelsen kring hennes fars död. Eftersom det inte var säker om hennes far hoppade ut genom fönstret av egen vilja eller om han tvingades till det och eftersom detta hände under husarresten som han satt i, utreddes fallet inte bara av Åklagarmyndigheten, utan det fick även ett stort eko i hela Polen. Trots moderns ansträngningar fick Agnieszka reda på händelsen och hennes fars öde lämnade ett djupt avtryck hos henne. Hon blev antikommunist och behöll sitt fars efternamn under hela sitt liv, trots att detta ledde till problem. 
När Agnieszka Holland inte kunde komma in på den prestigefyllda Filmskolan i Łódź, fick hon skaffa utbildningen i Prag. Hon säger själv att hennes filmskapande pendlar mellan polskt patos och tjeckisk hövlighet. Vid Scenkonstakademin träffade hon sin blivande man Laco Adamik. Tillsammans engagerade de sig i Pragvåren år 1968 och Holland hamnade i fängelset för att ha tryckt flygblad för de tjeckiska oppositionella. Efter sju veckor blev hon utsläppt men blev ständigt förföljd och visste aldrig när hon skulle tas in till nästa förhör. Trots dessa svåra omständigheter avlade hon år 1971 sin examen och återvände till Polen. Tillsammans med Laco Adamik flyttade de in hos hennes mor. Länge var de arbetslösa och fattiga eftersom myndigheterna blockerade deras anställningar. Trots det kunde Holland etablera mer eller mindre offentligt samarbete med de mest prestigefyllda polska regissörer som Krzysztof Zanussi, Andrzej Wajda och Krzysztof Kieślowski. Under tiden föddes dottern Kasia som ofta fick följa med sin mamma till jobbet.  Holland tyckte om att bekanta sig med skådespelare, diskutera med dem eller lyssna på vad de hade att säga. Hennas andra film Provinsiella aktörer (1979) gav henne det internationella kritikpriset på filmfestivalen i Cannes och hennes karriär började att ta fart. När hon var i Sverige för att ta emot priset för En ensam kvinna (1981), infördes undantagstillstånd i Polen och Holland bestämde sig för att emigrera till Paris. Hon hade ingen aning om hur det var i Frankrike men hon kände en närhet till fransk litteratur och konst. Först efter åtta månader kom Laco Adamik dit tillsammans med dottern Kasia. Snart återvände maken dock tillbaka till Polen och Holland blev ensam med ett litet barn, utan arbete, pengar eller kunskaper i franska språket. Med hjälp av olika vänner flyttade hon mellan olika adresser. Det tog flera år innan hon hade råd med att köpa en liten lägenhet i ett hus i en förort till Paris. Efter succén med filmen Europa, Europa (1990) blev Agnieszka Holland känd, men de första stora pengar kom först tre år senare efter Hollywoodproduktionen Den hemlighetsfulla trädgården (1993). För pengarna köpte hon ett hus i Bretagne. Hon bor och arbetar i New York 2020. 
Agnieszka Hollands dotter Katarzyna Adamik har examen från Konstakademin i Paris och från det prestigefyllda institutet Sant Luc i Bryssel. Efter att ha varit sin mammas assistent bestämde sig Kasia för att gå i hennes spår. Sedan många år tillbaka lever dottern i en lesbisk relation tillsammans med regissören Olga Chajdas som har lett henne tillbaka till Polen. Agnieszka Holland inte bara respekterar sin dotters val utan hon kämpar även för LGBT-samhällets rättigheter. Hon kämpar mot rasism, antisemitism och andra sociala orättvisor. År 2020 blev hon den första kvinnliga presidenten för Europeiska filmakademin.
Hollands teman och speglingar av förintelsen
Hollands karriär som filmregissör började som regissörsassistent för filmregissörerna Krzysztof Zanussi och Andrzej Wajda. Den först filmen där hon kan noteras i eftertexterna är i Zanussi:s film “Belysningen” år 1973. Det var däremot i Wajdas film “Marmormannen” år 1976 som Hollands kännetecken som regissör visade sig. Filmen Marmormannen rör teman som makt och auktoritära regimer, och filmproduktionen mötte stora svårigheter. Polens socialistiska regering genomförde censur och visningar av blivande och existerande verk, detta resulterade i avsaknad av Hollands namn i Marmormannens eftertexter.
Flera av Hollands filmer har därefter rört teman om totalitära stater och har även bidragit till minnet av förintelsen genom sina filmer. Ett exempel är Holland film “Europa Europa”  från 1991 som följer en judisk tonårings flykt från Hitlers Tyskland till Polen, och hans hans upplevelser i den av Sovjet ockuperade delen av Polen till följd av invasion 1939 och följer händelser fram till krigets slut. Filmen skildrar kampen för överlevnad för judar till följd av andra världskriget, men illustrerar även paralleller mellan Sovjetunionen och Nazityskland, med ett fokus på identiteter under externa hot och deras påverkan på självbilden. Filmen har setts som kontroversiell på grund av mörkare komiska drag inblandade med sorgen istället för att vara en film som enbart håller en tragisk ton. Filmen fick en mycket positiv kritik som hyllade filmens originalitet men även skildringar av identiteter under kris och tragedi. En kontrovers kring filmen var då filmen nekades en nominering för bästa utländska film i Tyskland då filmen aktivt använder tyska som språk och även för att filmen hade producerats av tyska producenter. Filmen vann däremot priset för bästa utländska film i USA samma år. Andra noterbara verk med temat förintelsen är “In Darkness” från 2011 som skildrar en polsk avloppsarbetare som gömmer en grupp polska judar. Filmens fokus läggs på judars och polackers relationer under förintelsen och ska spegla Hollands egna upplevelser av antisemitism och identitet. Världen illustreras som brutal och en plats där till synes normala människor kan begå moraliskt mörka handlingar vilket Holland använder för att illustrera den judiska upplevelsen under andra världskriget och antisemitism i sin helhet.

### Holland och Hollywood
Holland uttalat att Hollywoodfilmer har blivit lika tråkiga som livet. Hon menar att dagens filmproduktion snarare handlar om konsumtion av nya teknologier och att dagens filmmakare därmed inte har en betydelsefull mänsklig eller historisk erfarenhet att diskutera.
Filmen, liksom musiken, har enligt Holland, delats upp i två läger; sofistikerad och ambitiös konst i motsats till populär och konstnärligt ljummen underhållning. Den senare utgörs av mindre ambitiösa komedier och superhjältefilmer med specialeffekter. Enligt Holland är dagens filmer av mindre intresse. 
År 2020 presenterade hon filmen Charlatan i Berlin. Holland använder gärna biografier som underlag för sina berättelser – den här gången intresserade hon sig för Jan Mikolášek, en tjeckisk örtläkare och healer. Filmen spelades in i Tjeckien och Ivan Trojan, en populär tjeckisk skådespelare, spelade huvudrollen. På sätt och vis kom Holland tillbaka till sina rötter – trots allt tog hon examen från FAMU, den berömda filmskolan i Prag. 

## Filmografi i urval
- 1979 – Befrielsen
- 1981 – Kobieta samotna
- 1983 – Danton (endast manus)
- 1985 – Bitter skörd
- 1988 – Att döda en präst
- 1990 – Europa Europa
- 1992 – Olivier, Olivier
- 1993 – Den hemlighetsfulla trädgården
- 1993 – Frihet - den blå filmen (endast manus)
- 1995 – Total Eclipse
- 1997 – Washington Square
- 1999 – Mirakelmördaren
- 2001 – Shot in the Heart
- 2004–2008 – The Wire (TV-serie) (3 avsnitt)
- 2004–2009 – Cold Case (TV-serie) (4 avsnitt)
- 2006 – Copying Beethoven
- 2010–2013 – Treme (TV-serie) (5 avsnitt)
- 2011–2012 – The Killing (TV-serie) (3 avsnitt)
- 2011 – In Darkness
- 2013 – Burning Bush (TV-serie)
- 2017 – Villebråd (originaltitel: Pokot)
- 2019 – Mr. Jones